# SARAスクール
SARAスクール（サラスクール、英: saraschool）は、東京都港区に本社を置く、通信教育サービスなどの事業を行っている企業。

## 沿革
- 2014年（平成26年） - SARAスクール設立

## 事業内容
- 通信教育事業